# Anne O'Hagan Shinn
Anne O'Hagan Shinn (Washington D. C., 8 de agosto de 1869 - Nueva York, 24 de junio de 1933) fue una feminista, sufragista, periodista y escritora de cuentos estadounidense, que trabajó en publicaciones como Vanity Fair y Harper's Magazine. Sus textos detallaban la explotación que sufrían las mujeres jóvenes que trabajaban como dependientas en la América de principios del siglo XX. 

## Trayectoria
Anne O'Hagan nació en Washington D. C. en 1869. Se graduó en la Universidad de Boston en 1890.
O'Hagan era miembro del Club Heterodoxy, un club de debate feminista con sede en Greenwich Village, en el que estaban otras mujeres como Sarah Field Splint o Ellen La Motte. Además, fue fundadora de la Unión Democrática de Mujeres. Formó parte de la junta directiva de la Equal Suffrage League de Nueva York y del Women's Suffrage Study Club, entre otras organizaciones sufragistas neoyorkinas. También apoyó la reforma de las leyes de prohibición o ley seca. O'Hagan era miembro de la Iglesia Protestante de la iglesia St. Luke in the Fields en Greenwich Village, donde coincidió con la diplomática y activista por los derechos humanos, Eleanor Roosevelt.

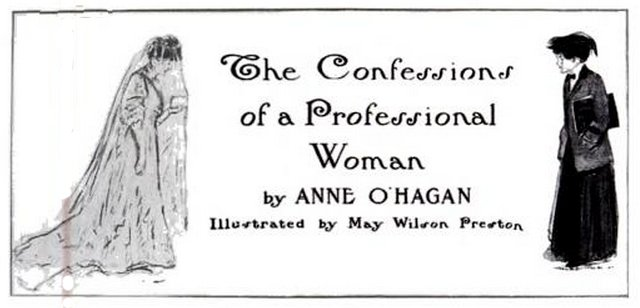
Confesiones de una mujer profesional por Anne O'Hagan, ilustrada por May Wilson Preston del Harper's Bazaar, septiembre de 1907

Como periodista, O'Hagan fue colaboradora habitual de revistas como Vanity Fair (revista), Harper's Magazine, Munsey's o Collier's, en las que solía escribir sobre temáticas feministas. Por ejemplo, en un artículo que redactó en 1901 para la revista Munsey's titulado "La chica atlética", celebró la entrada de las mujeres y niñas en actividades recreativas activas, tanto por los beneficios que esto podía suponer para su salud a largo plazo como porque pudieran verse liberadas de llevar prendas de ropa restrictivas y de realizar actividades pasivas. O'Hagan cuestionó los roles asignados a las llamadas solteronas y a las mujeres casadas, planteando que el celibato podía ser elección de las mujeres aunque mantuvieran conversaciones con hombres solteros.
De particular interés para ella fue la explotación de las dependientas jóvenes. Después del sufragio, O'Hagan cubrió la política estadounidense para el The New York Times, para el que realizó una larga entrevista con el futuro candidato presidencial Al Smith en 1922.
O'Hagan participó en diversos proyectos de ficción colaborativa, en los que varios autores escribían capítulos de una novela o serie, entre los que se encontraban la serie The Good Family en Harper's Magazine en 1907 y The Sturdy Oak para Collier's Magazine en 1917 una novela política. También fue una prolífica escritora de ficción corta.
Se cree que Anne O'Hagan vivió con su madre hasta que se casó con Francis Adin Shinn en 1908. De hecho, se considera que es la autora de un artículo anónimo que describía los problemas de una mujer soltera moderna que vivía con su madre pasada de moda.
O'Hagan murió en junio de 1933, a los 63 años, después de una breve enfermedad, en la ciudad de Nueva York. Su funeral se celebró en Litchfield (Connecticut), donde tenía una casa de campo.

## Reconocimientos
En 1936 la Universidad de Boston creó las Becas O'Hagan Shinn en su memoria para apoyar la literatura en inglés.